# اووه ولف
اووه ولف (انگلیسی: Uwe Wolf؛ زادهٔ ۱۰ اوت ۱۹۶۷) بازیکن فوتبال اهل آلمان است.
از باشگاه‌هایی که در آن بازی کرده‌است می‌توان به باشگاه فوتبال دینامو درسدن، باشگاه فوتبال مونیخ ۱۸۶۰، باشگاه فوتبال آستریا زالتسبورگ، باشگاه فوتبال نورنبرگ، و باشگاه فوتبال ردبول زالتسبورگ اشاره کرد.